# تيد هندري
تيد هندري (بالإنجليزية: Ted Hendry)‏ هو لاعب كرة قاعدة أمريكي، ولد في 31 أغسطس 1940 في أوريغون سيتي في الولايات المتحدة.